# لويس غالو بوراس
لويس غالو بوراس (بالإسبانية: Luis Gallo Porras)‏ هو سياسي بيروفي، ولد في 9 نوفمبر 1894، وتوفي في 22 يونيو 1972.